# Wangaratta, Victoria
Wangaratta là một thành phố trong bang Victoria, Úc. Thành phố có dân số người (năm 2010). Thành phố có cự ly cách thủ phủ bang Melbourne km.

## Khí hậu
Wangaratta có khí hậu cận nhiệt đới ẩm (phân loại khí hậu Köppen Cfa).
| Dữ liệu khí hậu của Wangaratta (1987–2013) | Dữ liệu khí hậu của Wangaratta (1987–2013) | Dữ liệu khí hậu của Wangaratta (1987–2013) | Dữ liệu khí hậu của Wangaratta (1987–2013) | Dữ liệu khí hậu của Wangaratta (1987–2013) | Dữ liệu khí hậu của Wangaratta (1987–2013) | Dữ liệu khí hậu của Wangaratta (1987–2013) | Dữ liệu khí hậu của Wangaratta (1987–2013) | Dữ liệu khí hậu của Wangaratta (1987–2013) | Dữ liệu khí hậu của Wangaratta (1987–2013) | Dữ liệu khí hậu của Wangaratta (1987–2013) | Dữ liệu khí hậu của Wangaratta (1987–2013) | Dữ liệu khí hậu của Wangaratta (1987–2013) | Dữ liệu khí hậu của Wangaratta (1987–2013) |
| Tháng                                      | 1                                          | 2                                          | 3                                          | 4                                          | 5                                          | 6                                          | 7                                          | 8                                          | 9                                          | 10                                         | 11                                         | 12                                         | Năm                                        |
| ------------------------------------------ | ------------------------------------------ | ------------------------------------------ | ------------------------------------------ | ------------------------------------------ | ------------------------------------------ | ------------------------------------------ | ------------------------------------------ | ------------------------------------------ | ------------------------------------------ | ------------------------------------------ | ------------------------------------------ | ------------------------------------------ | ------------------------------------------ |
| Cao kỉ lục °C (°F)                         | 45.8 (114.4)                               | 45.8 (114.4)                               | 39.2 (102.6)                               | 33.9 (93.0)                                | 27.9 (82.2)                                | 21.7 (71.1)                                | 19.0 (66.2)                                | 23.1 (73.6)                                | 29.3 (84.7)                                | 35.8 (96.4)                                | 41.4 (106.5)                               | 41.6 (106.9)                               | 45.8 (114.4)                               |
| Trung bình ngày tối đa °C (°F)             | 31.9 (89.4)                                | 31.0 (87.8)                                | 27.6 (81.7)                                | 22.4 (72.3)                                | 17.4 (63.3)                                | 12.9 (55.2)                                | 12.9 (55.2)                                | 14.5 (58.1)                                | 17.6 (63.7)                                | 21.4 (70.5)                                | 25.8 (78.4)                                | 29.1 (84.4)                                | 22.1 (71.8)                                |
| Tối thiểu trung bình ngày °C (°F)          | 14.2 (57.6)                                | 13.8 (56.8)                                | 10.7 (51.3)                                | 6.9 (44.4)                                 | 4.2 (39.6)                                 | 2.9 (37.2)                                 | 2.5 (36.5)                                 | 3.0 (37.4)                                 | 4.5 (40.1)                                 | 6.4 (43.5)                                 | 9.5 (49.1)                                 | 11.7 (53.1)                                | 7.5 (45.5)                                 |
| Thấp kỉ lục °C (°F)                        | 3.5 (38.3)                                 | 3.0 (37.4)                                 | 1.1 (34.0)                                 | −2.7 (27.1)                                | −5.0 (23.0)                                | −7.2 (19.0)                                | −4.9 (23.2)                                | −6.3 (20.7)                                | −3.3 (26.1)                                | −3.3 (26.1)                                | 0.1 (32.2)                                 | 0.9 (33.6)                                 | −7.2 (19.0)                                |
| Lượng mưa trung bình mm (inches)           | 42.8 (1.69)                                | 45.7 (1.80)                                | 40.4 (1.59)                                | 38.3 (1.51)                                | 56.4 (2.22)                                | 67.0 (2.64)                                | 64.9 (2.56)                                | 57.2 (2.25)                                | 53.4 (2.10)                                | 49.2 (1.94)                                | 51.6 (2.03)                                | 41.9 (1.65)                                | 608.8 (23.98)                              |
| Số ngày mưa trung bình (≥ 0.2mm)           | 5.4                                        | 5.5                                        | 5.5                                        | 6.5                                        | 10.4                                       | 13.7                                       | 16.0                                       | 14.4                                       | 11.3                                       | 9.0                                        | 7.9                                        | 6.8                                        | 112.4                                      |
| Độ ẩm tương đối trung bình (%)             | 28                                         | 32                                         | 33                                         | 42                                         | 56                                         | 67                                         | 67                                         | 61                                         | 55                                         | 46                                         | 38                                         | 30                                         | 46                                         |
| Nguồn: Cục Khí tượng Úc                    |                                            |                                            |                                            |                                            |                                            |                                            |                                            |                                            |                                            |                                            |                                            |                                            |                                            |